# Mocidade Alegre
O Grêmio Recreativo Cultural Escola de Samba Mocidade Alegre é uma Escola de Samba da cidade de São Paulo. Foi campeã do Grupo Especial por 12 vezes (1971, 1972, 1973, 1980, 2004, 2007, 2009, 2012, 2013, 2014, 2023 e 2024). Intitula-se a "Morada do Samba".
A escola é conhecida por carnavais de temática afro.

## História
Em 1950, um grupo de homens fantasiados de mulher saía pela ruas da Região Central de São Paulo. Esse grupo, formado por Juarez Cruz, seus irmãos Salvador Cruz, Carlos Cruz e mais dois amigos, um deles, José Maria do Nascimento. Os três irmãos eram provenientes da cidade de Campos dos Goytacazes, no estado do Rio de Janeiro, e viviam em São Paulo desde 1948. Na época, os criados do grupo carnavalesco viviam no bairro do Bom Retiro.

Por causa de uma brincadeira, fazendo alusão a duas situações que aconteciam em São Paulo na época - a recuperação dos bondes e o fechamento dos prostíbulos do bairro do Bom Retiro pela Prefeitura - os foliões batizaram seu grupo em 1958 como "Bloco das Primeiras Mariposas Recuperadas do Bom Retiro". Até então, somente homens participavam do grupo. Em 1963, pela primeira vez, uma mulher desfilou, num ano onde seus integrantes saíram fantasiados de palhaços pela Avenida São João. Ao passarem em frente a um palanque reservado a imprensa, o locutor da Rádio América, Evaristo de Carvalho, disse, referindo-se ao grupo: 
| “ | É um bloco muito alegre, um bloco de sujos, como existem muitos no Rio de Janeiro... | ” |

A partir dali, surgia o nome Mocidade Alegre.
Em 1964, o francês François Bellot, diretor do Supermercado Peg Pag onde Juarez Cruz trabalhava desde 1955, solicitou a presença do grupo para animar uma festa em sua residência. A partir daí, o supermercado passou a ajudar o então bloco carnavalesco. Por sugestão de François Bellot, em 1965 o grupo, pela primeira vez contando com as mulheres e filhos de seus fundadores, participou do Carnaval de Santos, onde havia um Carnaval de rua organizado, diferentemente do que acontecia na Capital.
Em 1968, com a oficialização do Carnaval de São Paulo, finalmente foi criado o Grêmio Recreativo Mocidade Alegre.
Campeã do então Grupo 3 em 1969, e do então Grupo 2 em 1970, a escola levou o título do então Grupo 1 (atual Grupo Especial) logo no seu primeiro ano nele, totalizando uma sequência de cinco anos de vitórias ininterruptas com o tricampeonato do Grupo Especial em 1973. Até a década de 1960, os ensaios da Mocidade eram realizados nas ruas da Vila Mariana. No entanto, como havia reclamações de moradores em relação aos ensaios, estes foram transferidos para um terreno de propriedade do Peg Pag, na Pompeia, até que em 1970, é inaugurada sua quadra na Avenida Casa Verde, no Limão.
A escola ainda chegaria a ser campeã novamente em 1980, e a partir daí passaria por um longo jejum de 24 anos sem títulos, sem no entanto nunca ter caído para os grupos inferiores.
Na década de 2000, a Mocidade, já sob o comando da presidente Elaine Cristina Cruz Bichara, sobrinha do fundador Juarez, e filha de Carlos, irmão deste, contratou o intérprete Daniel Collête para interpretar seus sambas. Elaine faleceu em 2003 (ano em que a Mocidade foi vice-campeã), pouco tempo após terminar de ajudar a escrever a sinopse para o enredo de 2004, quando a escola voltou a conquistar um título do Grupo Especial. A partir daí a Mocidade Alegre voltou a figurar entre as grandes de São Paulo. Em 2006 houve um susto durante o desfile quando um defeito num mecanismo que faria sair faíscas de fogo da fantasia da rainha de bateria, Nani Moreira, fez com que essa tivesse algumas leves queimaduras, sem no entanto abandonar o desfile.
A Mocidade voltou a ganhar o título de 2007, quando foi a última a desfilar, com um enredo leve sobre o riso, sendo o seu título reconhecido sem contestações pelas co-irmãs.
Em 2008, ainda sob o comando da presidente Solange Cruz Bichara, repatriou o intérprete Clóvis Pê. A Mocidade Alegre ficou em 2º lugar, somente atrás da Vai-Vai. As duas agremiações empataram rigorosamente com a mesma pontuação, mas a escola da Bela Vista conquistou o título ao obter 30 pontos (nota máxima) no Quesito Harmonia, definido em sorteio pouco antes da apuração como quesito desempate.
Para 2009, a Mocidade fez a proposta ao seu carnavalesco (Zilkson Reis) para que integrasse uma Comissão de Carnaval, e este não aceitou, transferindo-se para a Gaviões da Fiel. A direção deu continuidade com a proposta, apresentando um enredo que abordava o órgão coração, conquistando mais um título.
No dia 3 de março, faleceu Juarez da Cruz, após passar mal no dia 24 de fevereiro, logo após a apuração dos votos que deu o título à escola. Juarez estava internado desde a ocasião em um hospital na Liberdade.

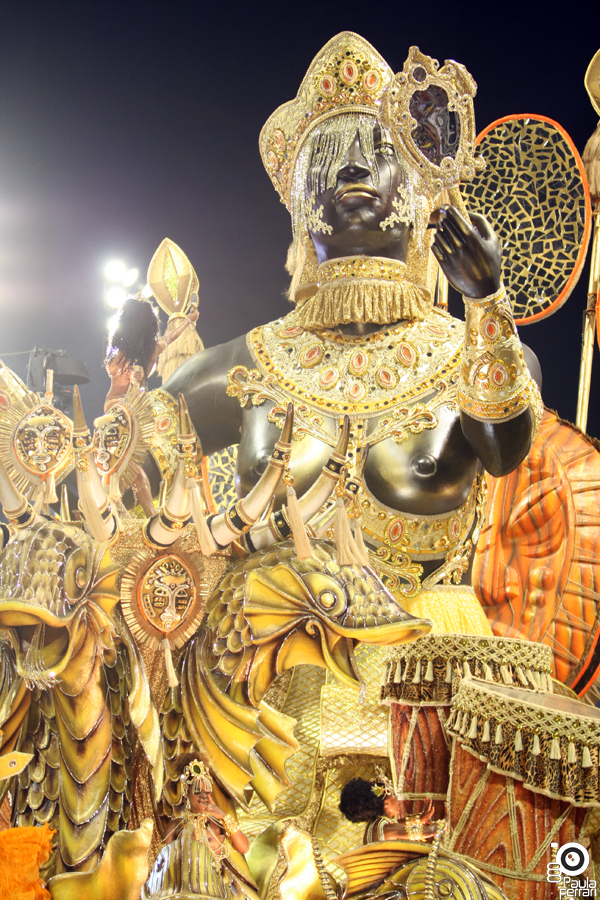
Desfile vice-campeão de 2010.

Em 2010, na busca pelo 8º título, a Mocidade trouxe como enredo Da criação do universo ao sonho eterno do criador ... Eu sou espelho e me espelho em quem me criou. Um dos destaques da escola era a fantasia feita com leds, que fazia parte da comissão de frente, a fantasia teve destaque pois partes dela variava entra as cores: Azul, Vermelho e Verde. A Mocidade acabou perdendo o campeonato por 0,25 pontos para a Rosas de Ouro.
Em 2011 a Mocidade apresentou o enredo "Carrossel das Ilusões" a escola foi a terceira a desfilar no Anhembi. Como era de se esperar mais uma vez a agremiação inovou no mundo do Carnaval. Além da rainha de bateria Naninha, substituindo Nani Moreira, trouxe junto com a bateria várias passistas fantasiadas de Joaninhas, enquanto os integrantes da bateria vieram fantasiados de grilos falantes fazendo do desfile um marco na história do Carnaval. Veio com um dos mais belos desfiles do ano, sendo colocado por muitos como o melhor, porém um dos carros da escola não suportou o peso e acabou quebrando antes mesmo de entrar na avenida. Com esse problema a Mocidade que viria lutar pelo título acabou ficando apenas com um 7° lugar, ficando fora do desfile das campeãs. Algo que não acontecia desde o ano de 2002. Ao final do desfile em declaração à imprensa a presidente Solange Bichara, já sabendo do acontecido declarou emocionada.
| “ | Faz parte do Show. Mas eu sou Morada do Samba e não desisto nunca. Me aguardem que eu volto, e volto bonito. | ” |

Em 2012, com o enredo "Ojuobá - No Céu, os Olhos do Rei... Na Terra, a Morada dos Milagres... No Coração, Um Obá Muito Amado!" Levou para o sambódromo a mais importante obra de Jorge amado "Tenda dos  Milagres", reconhecida no mundo inteiro. Aclamado pelo público e muito bem recebido pela comunidade, a Mocidade apresentou o maior desfile de sua trajetória, num dos carnavais mais "afros" da história da escola. Após o anúncio para as eliminatórias, durante o desenvolvimento do enredo, foram inscritos 21 sambas concorrentes. No dia 11 de setembro de 2011 foi realizada a final para escolha do samba para o ano de 2012. Todos na escola se surpreenderam pela quantidade de espectadores presentes, chamando a atenção também da imprensa que registrou a reação do público ali presente, deixando todos os integrantes da escola emocionados. Foram apresentados quatro obras e numa disputa acirrada, venceu a parceria de Vitor Gabriel. A letra do samba caiu rapidamente na boca do povo sendo apontado como um dos melhores sambas do ano, tendo como destaque o refrão principal: "O rufar do tambor vai ecoar/Tenho sangue guerreiro, sou Mocidade/A luz de Ifá vai me guiar/Ojuobá espalha axé, felicidade".
Foi declarada a Campeã do Carnaval de 2012 após uma tumultuada apuração no dia 21/02 deste ano. A escola liderou a apuração até o último quesito quando um integrante de outra escola invadiu a praça da organização, onde anunciavam as notas, e rasgou os envelopes contendo as notas dos dois últimos jurados do quesito Comissão de frente. Os diretores das escolas se reuniram com os diretores da Liga para decidir se seria dado ou não o título à Mocidade. Após mais de cinco horas foi decidido que a Mocidade é a campeã do Carnaval 2012.
Para 2013 trouxe um enredo que abordava a vontade que todo o ser humano teria de mudar o final de qualquer história ("A Sedução me fez provar, me entregar à Tentação... Da Versão Original, qual será o final?"), seja ela verdadeira ou ficcional. O bicampeonato veio depois de uma apuração tensa, que foi decidida no desempate com a Rosas de Ouro.
Em 2014, na busca do tri consecutivo, a escola não pôde mais contar com o intérprete Clóvis Pê, por este assinado contrato  com o Império Serrano do Rio de Janeiro e com a Unidos de Vila Maria que disputou o grupo de acesso em São Paulo. Igor Sorriso, que defendeu a Tucuruvi no carnaval 2013, mas havia sido apoio de Clóvis Pê em 2012, assumiu o microfone principal. A Mocidade ousou nas cores, dos tons, soube abusar bastante do enredo escolhido: "Andar com fé eu vou, que a fé não costuma falhar." Foi um desfile impecável, com alegorias, fantasias, samba-enredo, primados pelo detalhismo e comunicação com o público. E mais uma vez inovou quando toda a escola se ajoelhou no refrão: "De joelhos eu vou cantar, tenho fé de verdade vou além, na Mocidade, o samba diz amém." Ao final das contas, a escola foi aclamada campeã com folga do carnaval de São Paulo, conseguindo o segundo tricampeonato, sob as lágrimas convulsivas da presidente Solange Bichara.
No ano de 2015, a escola homenageou a atriz Marília Pêra. O título do enredo foi "Nos palcos da vida, uma vida no palco... Marília". Em um desfile belíssimo, a agremiação entrou na passarela do samba como campeã, tendo em vista o luxo e o glamour das fantasias e das alegorias. E, mais uma vez, o carnaval da Mocidade Alegre surpreendeu a todos os presentes e, também, os telespectadores. Inclusive, a "morada do samba" foi novamente uma das mais cotadas ao título de campeã do carnaval de São Paulo, e assim conquistaria o seu tetracampeonato consecutivo e o 11º título da história da verde e vermelho, entretanto, ficou com o segundo lugar, em uma disputa acirradíssima (quesito à quesito) com a Escola de Samba Vai-Vai, que levou ao palco do samba a história da cantora Elis Regina e que foi a grande campeã de um dos carnavais mais disputados da história de São Paulo (carnaval 2015). Ademais, o título foi definido à Vai-Vai na última nota do último quesito (evolução).
Em 2016, a escola apresentou mais um enredo afro, que teve como título: "Ayô - A Alma Ancestral do Samba". Houve sofisticação, luxo e paradonas da bateria de Mestre Sombra no desfile, sendo uma das favoritas ao título, mas a escola perdeu pontos justamente no quesito bateria e no quesito evolução, o que lhe garantiu o terceiro lugar na classificação geral. Em março do mesmo ano, a diretoria da escola comunicou a saída do carnavalesco Sidnei França da agremiação.  Para ocupar o lugar, foi formada uma Comissão de Carnaval em que esteve Leandro Vieira, então campeão do carnaval 2016, pela Mangueira.
O enredo escolhido para 2017 é uma celebração dos 50 anos da escola, cujo título é "A vitória vem da luta, a luta vem da força, e a força, da união" que é um famoso bordão da presidente Solange Bichara. A escola levou para a avenida histórias de guerreiros e celebrou seu Jubileu de Ouro. A agremiação realizou um desfile impecável, contando com um samba-enredo memorável e empolgante, sendo um dos destaques da primeira noite de desfiles no entanto, acabou perdendo pontos importantes nos quesitos Fantasia, Bateria, Alegorias e Adereços e Samba-enredo, lhe rendendo um 6º lugar na classificação geral, ficando assim fora do desfile das campeãs.

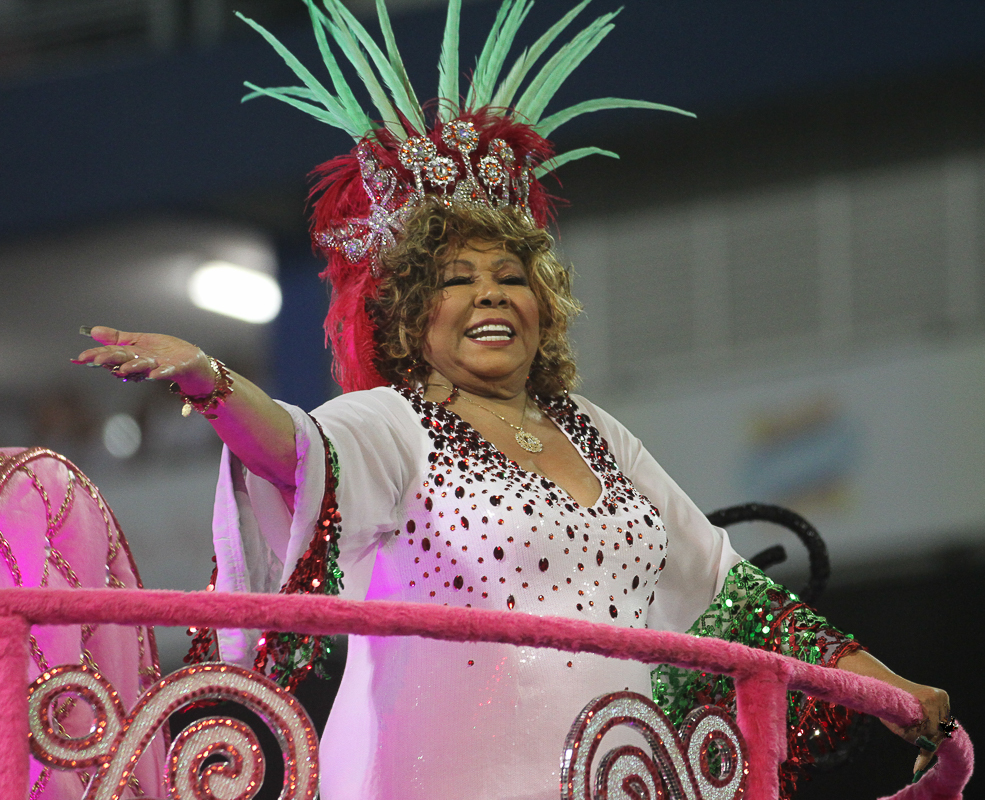
Alcione no desfile de 2018, em sua homenagem.

Para 2018, a equipe do ano anterior foi mantida. Nesse ano o enredo homenageou a cantora Alcione, intitulado "A Voz Marrom que não deixa o samba morrer". O desfile mostrou a trajetória de Alcione além de prestar uma homenagem ao samba, relembrou também o repertório da cantora. Com refrão forte que cita 'Não deixe o samba morrer', a escola fez um desfile com técnica e canto perfeitos, na apuração ficou com a pontuação máxima e conquistando o vice-campeonato perdendo apenas no critério desempate.
A escola em 2019 escolhe o enredo "Ayakamaé - As águas sagradas do sol e da lua" o tema é uma lenda amazônica que conta a historia Rio Amazonas, na lenda  o sol e a lua eram amantes que nunca conseguiam se encontrar, e das lágrimas da lua nasce o rio. e o retorno de Igor Sorriso ao microfone oficial. Fez um belíssimo desfile, apesar das alegorias com acabamento duvidoso. Entrou avassaladora na pista,  mas pecou em evolução fazendo com que perdesse pontos também em harmonia uma vez que precisou correr nos últimos 20 minutos de desfile. Mesmo assim foi considerada uma das melhores na noite do segundo dia de desfile por vir com um desfile de nível acima das demais co-irmãs. Chegou a ficar em último lugar nos primeiros minutos da contagem das notas mas, terminou em 8° lugar na classificação geral. Para 2020, a escola contratou o carnavalesco Edson Pereira para coordenar os trabalhos da agremiação.
Para 2020, a escola do bairro do Limão escolheu falar dos orixás femininos ("Do canto das Iabás renasce uma nova Morada") afim de voltar a brigar pelas primeiras posições, dado o resultado negativo em que a escola ficou no ano anterior (8º lugar). O que se viu na avenida foi um desfile apoteótico, com quesitos de chão pesadíssimos, além de excelentes alegorias e fantasias. A escola saiu do sambódromo candidata ao título e foi considerada uma das favoritas. Na apuração, porém, foi despontuada nos quesitos Fantasia e Alegoria por problemas de acabamento o que fez a agremiação ficar em terceiro lugar, garantindo a permanência no grupo especial e a volta ao desfile das campeãs.
Para 2021, a agremiação decidiu manter Edson Pereira e Márcio Gonçalves como carnavalescos da agremiação. Em 12 de março revelou que seu enredo para o carnaval do próximo ano será uma homenagem à sambista Clementina de Jesus. Com o título de "Quelémentina, cadê Você?", a escola vinha com a expectativa de fazer uma grande apresentação, contudo, por conta da pandemia de COVID-19, a agremiação teve que esperar para realizar seu desfile. 

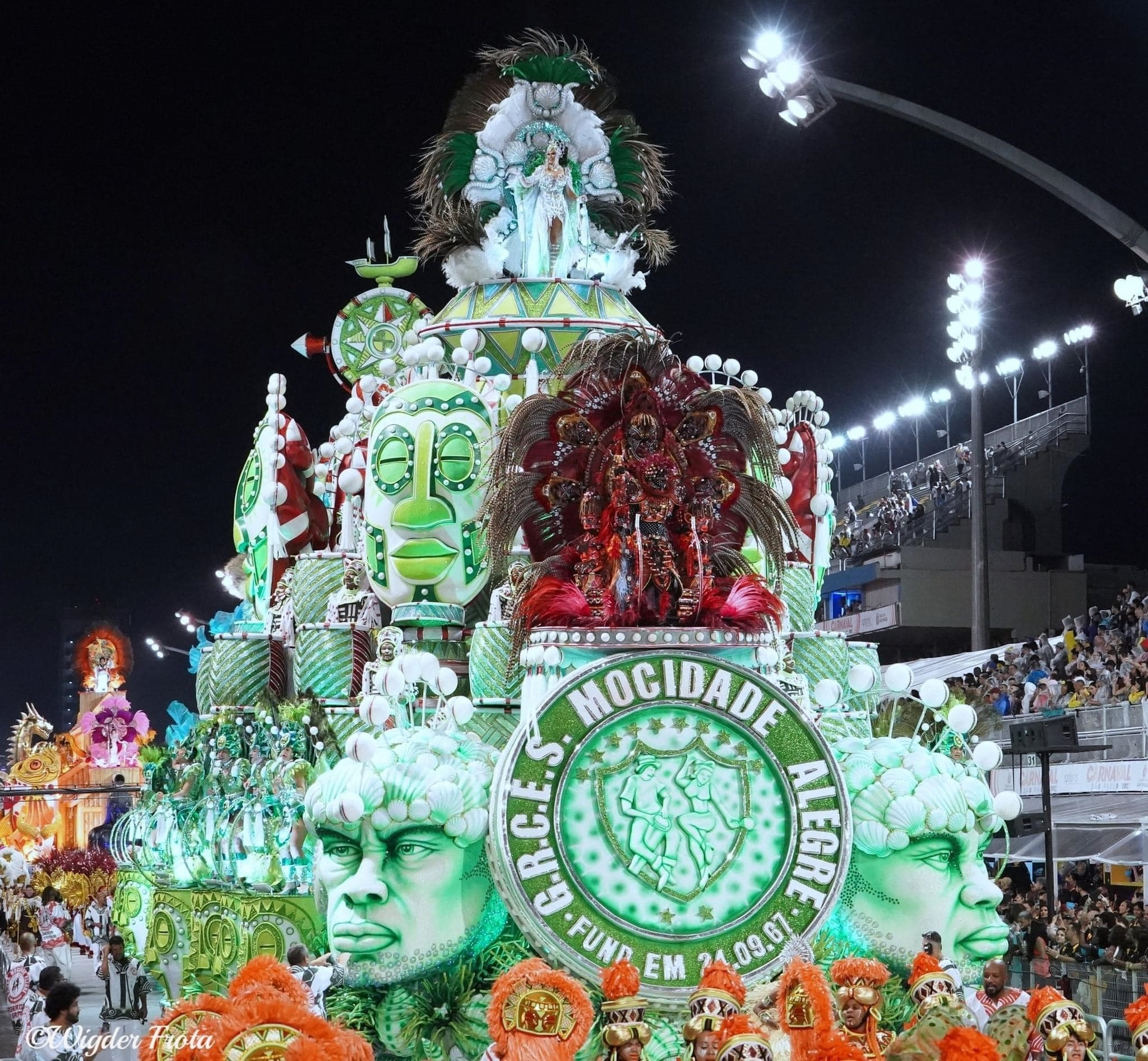
Carro abre-alas da Mocidade no desfile campeão de 2023.

Desfilando num carnaval fora de época (abril) por causa da pandemia, a Mocidade Alegre fez uma apresentação arrebatadora e tida como impecável por especialistas do mundo do samba.  Na apuração, que aconteceu em 26 de abril de 2022, a escola se manteve entre as três primeiras a todo momento, sendo campeã durante vários quesitos. No entanto, com notas 9.9 em Alegoria, a Morada do Samba acabou perdendo o título para a Mancha Verde e ficando com o vice-campeonato, sendo este o melhor resultado da agremiação desde 2018, quando também conquistou o 2º lugar.  Em 11 de maio, foi anunciado o desligamento de Edson Pereira da agremiação.
Para o Carnaval de 2023, que voltaria a sua data habitual, a Morada do Samba contou com a chegada do carnavalesco Jorge Silveira. Desfilando com o tema de "Yasuke", a Mocidade foi a quinta escola a se apresentar no sábado de carnaval e fez uma grandiosa apresentação, se colocando na briga pelo título. A décima primeira estrela do pavilhão veio ao final da apuração de 21 de fevereiro, com a pontuação máxima de 270 pontos, levando apenas duas notas diferentes de dez (que foram descartadas, conforme previsto no regulamento). Assim, a Morada quebrou um jejum de nove anos sem levantar a taça. No dia do Desfile das Campeãs, a presidente Solange Bichara confirmou a renovação de Jorge Silveira. 
Desbravando o Brasil do escritor Mário de Andrade, a Mocidade Alegre levou para a avenida em 2024 o enredo "Brasiléia Desvairada: a busca de Mário de Andrade por um país", contando com Jorge Silveira como carnavalesco da agremiação pelo segundo ano consecutivo. Como de costume, a escola do bairro do limão realizou uma belíssima apresentação e atraiu os olhares atentos do público que compareceu à Passarela do Samba, com elementos visuais de fácil leitura e bem narrados pelo samba da agremiação. Favorita ao título desde o momento de seu desfile, foi consagrada bicampeã do carnaval paulistano após uma apuração apertadíssima com a Dragões da Real. Este é o terceiro bicampeonato da escola, o primeiro foi entre 1971 e 1972, o segundo em 2012 e 2013 e o terceiro entre 2023 e 2024. Com este 12º título, ultrapassou a Nenê de Vila Matilde e se tornou a segunda maior campeã do carnaval de São Paulo, ficando atrás somente do Vai-Vai, que tem 15 campeonatos.  
Dias mais tarde, foi anunciado a renovação do contrato de Jorge Silveira com a agremiação, que trabalhará ao lado de Caio Araújo para o carnaval de 2025.

## Segmentos

### Presidentes

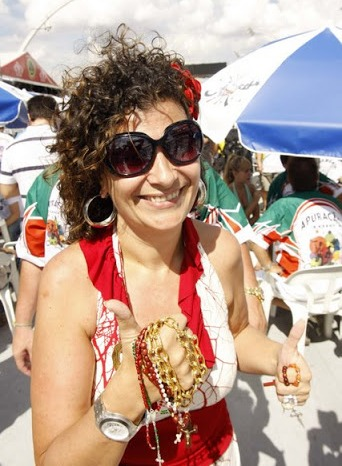
Presidente Solange Cruz Bichara, apuração 2010

| Nome                         | Período           | Ref.  |
| ---------------------------- | ----------------- | ----- |
| Juarez da Cruz               | 1967 - 1992       | [ 1 ] |
| Carlos Augusto Cruz Bichara  | 1992 - 1998       | [ 1 ] |
| Elaine Cristina Cruz Bichara | 1998 - 2003       | [ 1 ] |
| Solange Cruz Bichara Rezende | 2003 - atualidade | [ 1 ] |

### Presidente de Honra
| Período     | Nome                         | Ref. |
| ----------- | ---------------------------- | ---- |
| 1992 – 2008 | Juarez da Cruz (in memoriam) |      |

### Intérpretes
| Carnavais     | Intérprete oficial                       | Referências   |
| ------------- | ---------------------------------------- | ------------- |
| 1973 - 1977   | Carioca                                  | [ 33 ] [ 34 ] |
| 1978          | Nena                                     | [ 35 ]        |
| 1979          | Juburu                                   | [ 36 ]        |
| 1980-1982     | Portela                                  | [ 37 ] [ 38 ] |
| 1983          | Sargento Garcia                          | [ 39 ]        |
| 1984          | Diniz da Baixada                         | [ 40 ]        |
| 1985          | Favela                                   | [ 41 ]        |
| 1986-1988     | Juscelino Alves                          | [ 42 ] [ 43 ] |
| 1989-1995     | Carlão Maneiro                           | [ 44 ] [ 45 ] |
| 1996-1997     | Vaguinho                                 | [ 46 ] [ 47 ] |
| 1998-1999     | Nilson Valentim e Neguinho da Beija-Flor | [ 48 ]        |
| 2000          | Clóvis Pê                                | [ 49 ]        |
| 2001-2007     | Daniel Collête                           | [ 50 ] [ 51 ] |
| 2008-2013     | Clóvis Pê                                | [ 52 ] [ 53 ] |
| 2014-2016     | Igor Sorriso                             | [ 54 ] [ 55 ] |
| 2017-2018     | Tiganá e Ito Melodia                     | [ 56 ]        |
| 2019–presente | Igor Sorriso                             | [ 55 ] [ 17 ] |

### Diretores
| Período   | Diretor de Carnaval | Direção geral de harmonia                                                      | Mestre de Bateria | Ref    |
| --------- | --- | ------------------------------------------------------------------------------ | ----------------- | ------ |
| 2014      | Comissão de Carnaval Ariane Camilla, Edson Oliveira, Fábio Cavicchio Parra, Marcos Rezende Ricardo Sonzin, Sidnei França, Solange Cruz Bichara Rezende e Vanderley Silva                                                   | Comissão de Harmonia Ed Murphy, Erica Ferreira e Zangado                       | Mestre Sombra     | [ 57 ] |
| 2015      | Comissão de Carnaval Ariane Camilla, Edson Oliveira, Fábio Cavicchio Parra, Marcos Rezende Ricardo Sonzin, Sidnei França, Solange Bichara e Vanderley Silva                                                                | Erica Ferreira                                                                 | Mestre Sombra     | [ 58 ] |
| 2016      | Comissão de Carnaval Alcineide Lopes, Ariane Camilla, Edson Oliveira, Erica Ferreira, João Lolla Jr José Carlos Lopes, Marcos Resende, Solange Bichara Rezende, Janaina Lima, Sergio Silva Fabio Carromeu, Vanderley Silva | Erica Ferreira                                                                 | Mestre Sombra     |        |
| 2017      | Comissão de Carnaval Alcineide Lopes, Ariane Camilla, Edson Oliveira, Erica Ferreira, João Lolla Jr José Carlos Lopes, Marcos Resende, Solange Bichara Rezende, Janaina Lima, Sergio Silva Fabio Carromeu, Vanderley Silva | Vanderley Silva                                                                | Mestre Sombra     | [ 59 ] |
| 2018-2025 | Junior Dentista | Comissão de Carnaval Anselmo Moreira, Roberto Zangado, Eduardo "Dudu" Teixeira | Mestre Sombra     | [ 60 ] |
| 2026      | Junior Dentista | Comissão de Carnaval Daniel Sena, Fábio Cruz e Nyder Alcides                   | Mestre Sombra     |        |

### Coreógrafos
| Período      | Coreógrafo                                                     | Ref.          |
| ------------ | -------------------------------------------------------------- | ------------- |
| 2002 – 2013  | André Almeida                                                  | [ 61 ] [ 62 ] |
| 2014 – 2015  | Fagner Soares, Ricardo Santos, Robério Theodoro e Thiago Alves | [ 58 ]        |
| 2016         | Robério Theodóro e Thiago Alves                                | [ 59 ]        |
| 2017 – atual | Jhean Allex                                                    |               |

### Casal de Mestre-Sala e Porta-Bandeira
| Período      | Nome                                | Ref.          |
| ------------ | ----------------------------------- | ------------- |
| 2003 – 2012  | Rubens e Adriana Gomes              |               |
| 2013 – 2019  | Emerson Ramires e Karina Zamparolli | [ 57 ] [ 59 ] |
| 2020 –2022   | Uilian Cesário e Karina Zamparolli  |               |
| 2023         | Jefferson Gomes e Natália Lago      |               |
| 2024 - atual | Diego Motta e Natália Lago          |               |

### Corte de Bateria
| Período      | Rainha         | Rainha Mirim | Ref.          |
| ------------ | -------------- | ------------ | ------------- |
| 2001 – 2010  | Nani Moreira   | Naninha      | [ 63 ]        |
| 2011         | Marília Silva  |              | [ 64 ]        |
| 2012 – atual | Aline Oliveira |              | [ 65 ] [ 66 ] |

## Carnavais
| Ano  | Colocação | Grupo | Enredo | Carnavalesco | Ref.            |
| ---- | --- | --- | --- | --- | --------------- |
| 1968 | 5º lugar | 1-UESP | Festival Indígena | Comissão de Carnaval                                                                                                   | [ 67 ]          |
| 1969 | Campeã | Bloco Especial | Na Corte de Nero | Comissão de Carnaval                                                                                                   | [ 68 ]          |
| 1970 | Campeã | Acesso | Zumbi dos Palmares | Raquel Trindade | [ 69 ]          |
| 1971 | Campeã | Especial | São Paulo e Seus Carnavais | Álvaro Ribeiro e Ivo Rodrigues                                                                                         | [ 70 ]          |
| 1972 | Campeã | Especial | São Paulo, Trabalho, Seresta e Samba | J. Muniz Júnior | [ 71 ]          |
| 1973 | Campeã | Especial | Odisseia de Uma Raça | Edson Machado | [ 33 ]          |
| 1974 | 3º lugar | Especial | Gamboa de Cima - Genaro de Carvalho | Edson Machado | [ 72 ]          |
| 1975 | 3º lugar | Especial | No Alto do Caaguaçu - Avenida Paulista Antes e Depois | Edson Machado | [ 73 ]          |
| 1976 | 4º lugar | Especial | Tributo de uma Época | Edson Machado e Darcy Giorno Pereira                                                                                   | [ 74 ]          |
| 1977 | 3º lugar | Especial | Uma Vida no Palco, Homenagem a Procópio Ferreira | Edson Machado | [ 34 ]          |
| 1978 | 3º lugar | Especial | Sonhando nos Braços de Morfeu | Edson Machado | [ 35 ]          |
| 1979 | Vice-campeã | Especial | A Revolta dos Malês | Edson Machado | [ 36 ]          |
| 1980 | Campeã | Especial | Embaixada de Bambas e Samba - A Festa do Povo | Edson Machado | [ 37 ]          |
| 1981 | Vice-campeã | Especial | Visungo Canto de Riqueza | Pedrinho Pinotti | [ 75 ]          |
| 1982 | 5º lugar | Especial | "Malungos Guerreiros Negros" | Pedrinho Pinotti | [ 38 ]          |
| 1983 | 4º lugar | Especial | Ilusão do Fantástico Eldorado | Raul Diniz | [ 39 ]          |
| 1984 | 5º lugar | Especial | Império das Artes - Missão Artística Francesa | Raul Diniz | [ 40 ]          |
| 1985 | 7º lugar | Especial | Brasil, Menino Gigante | Zé Berno e Thomáz | [ 41 ]          |
| 1986 | 4º lugar | Especial | Apesar de Tudo, é Isso Aí | Zé Berno e Thomáz | [ 42 ]          |
| 1987 | 3º lugar | Especial | 50 Anos de Comunicação - Moraes Sarmento | Tito Arantes | [ 76 ]          |
| 1988 | Vice-campeã | Especial | O Cientista Poeta - Paulo Vanzolini | Tito Arantes | [ 43 ]          |
| 1989 | 5º lugar | Especial | Seiva Dia Vida - Thermas | Tito Arantes | [ 44 ]          |
| 1990 | 6º lugar | Especial | A Nossa Pré-História. Quem Sou Eu? | Tito Arantes | [ 77 ]          |
| 1991 | 5º lugar | Especial | A História se Repete | Renato Cabral | [ 78 ]          |
| 1992 | 3º lugar | Especial | A Espada Dia Liberdade - "Jornal O Estado de S. Paulo" | Mauricio Bichara | [ 79 ]          |
| 1993 | 3º lugar | Especial | Marabha "a Pérola do Oriente" | Mauricio Bichara | [ 80 ]          |
| 1994 | 4º lugar | Especial | Somos Todos Irmãos | Mauricio Bichara | [ 81 ]          |
| 1995 | 7º lugar | Especial | Do Rock ao Samba - Todo Mundo Maluco Beleza | Guilherme Resende | [ 45 ]          |
| 1996 | 3º lugar | Especial | Uma História de Luxúria e Vaidade | Vaniria Nejelschi | [ 46 ]          |
| 1997 | 6º lugar | Especial | O Mago do Universo - Hans Donner | Orlando Midaglia | [ 47 ]          |
| 1998 | 4º lugar | Especial | Essas Maravilhosas Mulheres Ousadas | Wagner Santos | [ 82 ]          |
| 1999 | 7º lugar | Especial | Bahia...! Um Porto Seguro | Wagner Santos | [ 48 ]          |
| 2000 | 3º lugar | Especial | Historia Brasiliae, Cultura, Hábitos e Costumes de uma Holanda Tropical Compositores: Biro-Biro, Di Verde e Estevam. | Wagner Santos | [ 49 ]          |
| 2001 | 7º lugar | Especial | A Lenda da Lenda - do Fascínio de Ophir ao Mistério das Encantadas Compositores: Ratinho - Biro-Biro - Ricardinho - Raphael - Gudi. | Alexandre Colla | [ 50 ]          |
| 2002 | 8º lugar | Especial | Do Néctar dos Deuses ao Alimento de Homens e Feras, "Deleite-se ao Sabor do Leite" | Nelson Ferreira | [ 83 ]          |
| 2003 | Vice-campeã | Especial | Omi - O Berço da Civilização Iorubá Compositores: Tico, Imperial, Silvio Negão, Silva Oliveira e Fábio Bonfim | Nelson Ferreira | [ 84 ]          |
| 2004 | Campeã | Especial | Do Além-Mar à Terra da Garoa... Salve Esta Gente Boa Compositores: Tico, Imperial, Silvio Negão, Fábio Bonfim, Biro Biro, Rafael. | Nelson Ferreira | [ 85 ]          |
| 2005 | 3º lugar | Especial | Clara, Claridade... O Canto de Luz no Ylê da Mocidade Compositores: Biro-Biro, Chiquinho LS, Ratinho e Zé do Gás. | Zilkson Reis | [ 86 ]          |
| 2006 | 3º lugar | Especial | Das Lágrimas de Iaty Surge o Rio, do Imaginário Indígena a Saga de Opara. Para os Olhos do Mundo um Símbolo de Integração Nacional: Rio São Francisco Compositores: Adilson, Branco, China da Morada, Daniel, Dukinha da Ladeira, Ruivo, Ulysses e Villela.                                                    | Zilkson Reis | [ 87 ]          |
| 2007 | Campeã | Especial | Posso Ser Inocente, Debochado e Irreverente... Afinal, Sou o Riso dessa Gente Compositores: China, Grandini e Magrão. | Zilkson Reis | [ 51 ]          |
| 2008 | Vice-campeã | Especial | Bem-vindo a São Paulo. Sabe por quê? Porque São Paulo é Tudo de Bom!!! Compositores: Biro-biro, China, Grandini, Hélio, Leandro, Marcelo E Ratinho. | Zilkson Reis | [ 52 ]          |
| 2009 | Campeã | Especial | Da Chama da Razão ao Palco das Emoções... Sou Máquina, Sou Vida... Sou Coração Pulsando Forte na Avenida Compositores: China da Morada, Ferreira, Luis Roberto, Murillo TK, Pinheiro e Rafa. | Comissão de Carnaval (Fábio Lima, Flávio Campello, Márcio Gonçalves e Sidnei França)                                   | [ 88 ]          |
| 2010 | Vice-campeã | Especial | Da criação do universo ao sonho eterno do criador ... Eu sou espelho e me espelho em quem me criou Compositores: Murillo TK, Pinheiro, Ferreira, Luiz Roberto e Anderson. | Comissão de Carnaval (Fábio Lima, Márcio Gonçalves e Sidnei França)                                                    | [ 89 ]          |
| 2011 | 7º lugar | Especial | Carrossel das Ilusões Compositores: Douglas, Edmilson, Marcio Bueno, Igor Leal, Rodriguinho e Victor Alves. | Márcio Gonçalves e Sidnei França                                                                                       | [ 90 ]          |
| 2012 | Campeã | Especial | Ojuobá - No Céu, os Olhos do Rei... Na Terra, a Morada dos Milagres... No Coração, Um Obá Muito Amado! Compositores: Vitor Gabriel, Fernando, Renato Guerra, Leandro Poeta, Thiago e Rodrigo Minuetto. | Márcio Gonçalves e Sidnei França                                                                                       | [ 91 ] [ 92 ]   |
| 2013 | Campeã | Especial | A Sedução me fez provar, me entregar à Tentação... Da Versão Original, qual será o final? Compositores: André Ricardo, Bruno Ribas, Fernando, Renato Guerra, Rodrigo Minuetto, Vitor Gabriel e Lucas Mascarenhas.                                                                                              | Márcio Gonçalves e Sidnei França                                                                                       | [ 53 ]          |
| 2014 | Campeã | Especial | Andar com fé eu vou que a fé não costuma falhar Compositores: China da Morada, Ana Martins, Douglas Sabião, Márcio Bueno, Rodriguinho e Victor Alves. | Márcio Gonçalves e Sidnei França                                                                                       | [ 54 ] [ 93 ]   |
| 2015 | Vice-campeã | Especial | Nos palcos da vida... Uma vida no palco: Marília Compositores: Ana Martins, Douglas Sabião, Imperial, Márcio Bueno, Rodriguinho. | Márcio Gonçalves e Sidnei França                                                                                       |                 |
| 2016 | 3º lugar | Especial | Ayô - A Alma Ancestral do Samba Compositores: Gui Cruz, Luciano Rosa, Portuga, Rafael Falanga, Rodrigo Minuetto e Vitor Gabriel. | Sidnei França | [ 94 ]          |
| 2017 | 6º lugar | Especial | A vitória vem da luta, a luta vem da força, e a força, da união Compositores: Gui Cruz, Imperial, Luciano Rosa, Portuga, Rafael Falanga, Reinaldo Marques, Rodrigo Minuetto e Vitor Gabriel. | Comissão de Carnaval (Leandro Vieira, Paulo Brasil, Carlinhos Lopes, Neide Lopes)                                      | [ 59 ]          |
| 2018 | Vice-campeã | Especial | A voz Marrom que não deixa o samba morrer Compositores: Biro Biro, Gui Cruz, Imperial, Luciano Rosa, Portuga, Rafael Falanga, Rodrigo Minuetto e Vitor Gabriel. | Comissão de Carnaval (Paulo Brasil, Carlinhos Lopes, Neide Lopes)                                                      | [ 95 ]          |
| 2019 | 8° lugar | Especial | Ayakamaé - As águas sagradas do sol e da lua Compositores: Biro Biro, Turko, Gui Cruz, Maradona, Imperial, Portuga, Rafael Falanga, Rodrigo Minuetto e Vitor Gabriel. | Comissão de Carnaval (Neide Lopes, Carlinhos Lopes, Paulo Brasil e Márcio Gonçalves)                                   | [ 96 ] [ 97 ]   |
| 2020 | 3º lugar | Especial | Do canto das Yabás, renasce uma nova Morada Compositores: Biro Biro, Fabio Souza, Luis Jorge, Maradona, Rafa do Cavaco, Ratinho, Silas Augusto, Turko e Zé Paulo Sierra. | Comissão de Carnaval (Paulo Brasil, Márcio Gonçalves e Edson Pereira)                                                  | [ 98 ]          |
| 2021 | Inicialmente adiados para o mês de julho, os desfiles do Carnaval 2021 foram cancelados devido a pandemia de Covid-19. | Inicialmente adiados para o mês de julho, os desfiles do Carnaval 2021 foram cancelados devido a pandemia de Covid-19. | Inicialmente adiados para o mês de julho, os desfiles do Carnaval 2021 foram cancelados devido a pandemia de Covid-19. | Inicialmente adiados para o mês de julho, os desfiles do Carnaval 2021 foram cancelados devido a pandemia de Covid-19. | [ 99 ]          |
| 2022 | Vice-Campeã | Especial | Quelémentina, cadê Você? Compositores: Márcio André, Fabiano Sorriso, China da Morada, Marquinhos Biel, Lucas Donato, Daniel Katar, Bello e Marcelo Valência. | Edson Pereira | [ 100 ] [ 20 ]  |
| 2023 | Campeã | Especial | Yasuke Compositores: Márcio André, Aquiles da Vila, Fabiano Sorriso, Chanel, Marcos L. Gabriel, Salgado Luz, Marcelo Valência, Marcus Boldrini, Diogo Corso e Ítalo Pires, Biro Biro, Turko, Gui Cruz, Rafa do Cavaco, Portuga, Maradona, Imperial, Fabio Souza, Luciano Rosa, Fionda Tem Tem e Vitor Gabriel. | Jorge Silveira | [ 25 ] [ 101 ]  |
| 2024 | Campeã | Especial | Brasiléia Desvairada: a busca de Mário de Andrade por um país Compositores: Biro Biro, TURKO, Gui Cruz, Rafa Do Cavaco, Minuetto, João Osasco, Imperial, Maradona, Portuga, Fábio Souza, Daniel Katar e Vitor Gabriel                                                                                          | Jorge Silveira | [ 102 ]         |
| 2025 | 4º lugar | Especial | Quem Não Pode com Mandinga, Não Carrega Patuá Compositores: Aquiles da Vila, Fabiano Sorriso, Marcos Vinicius, Márcio André, Salgado Luz, Daniel Goulart, André Aleixo, Fabian Juarez, Leandro Flecha, Tomageski, Beto Colorado e Chico Maia.                                                                  | Caio Araújo | [ 103 ] [ 104 ] |
| 2026 | | Especial | Malunga Léa - Rapsódia de uma Deusa Negra Compositores: Aquiles da Vila, Fabiano Sorriso, Lucas Donato, Marcos Vinícius, Márcio André, Fabian Juarez, Fábio Gonçalves, PH do Cavaco, Salgado Luz, Tomageski, Mingauzinho e Chico Maia.                                                                         | Caio Araújo | [ 105 ]         |

## Títulos
| Títulos Mocidade Alegre | Títulos Mocidade Alegre | Títulos Mocidade Alegre | Títulos Mocidade Alegre                                                 |
|                         | Divisão                 | Total                   | Ano                                                                     |
| ----------------------- | ----------------------- | ----------------------- | ----------------------------------------------------------------------- |
|                         | Grupo Especial          | 12                      | 1971, 1972, 1973, 1980, 2004, 2007, 2009, 2012, 2013, 2014, 2023 e 2024 |
|                         | Grupo de Acesso         | 1                       | 1970                                                                    |
|                         | Bloco Especial          | 1                       | 1969                                                                    |